# 경주 동천동 사방불탑신석
경주 동천동 사방불탑신석(慶州 東川洞 四方佛塔身石)은 대한민국 경상북도 경주시 동천동에 있는, 직육면체 모양으로 탑의 중심이 되는 탑신부(塔身部)의 몸돌이다. 1979년 1월 25일 경상북도의 유형문화재 제95호로 지정되었다.

## 개요
직육면체 모양을 하고 있는 이 작품은 원래 탑의 중심이 되는 탑신부(塔身部)의 몸돌이었을 것으로 보인다.
아래윗면을 제외한 4면에 부처의 모습을 새겼는데, 모두 머리와 몸으로부터 빛이 나오는 형상을 표현하였고, 각기 손모양이 다르다. 윗면에는 도드라진 연꽃무늬를 두었다.
조각수법으로 보아 통일신라시대의 작품으로 보이며, 지금까지 우리나라에서는 그 비슷한 예를 찾아볼 수 없는 특이한 모습이다.

## 참고 문헌
- 경주동천동사방불탑신석 - 국가유산청 국가유산포털